# Pflaume (Patrizierfamilie)

Digitale Nachzeichnung des Pflaumischen Wappens

Pflaume ist der Name einer mitteldeutschen Patrizierfamilie aus Aschersleben.

## Ursprung
Neben vielen nichtverwandten Familien gleichen Namens an anderen Orten (Schluckenau in Böhmen, Schnabelwaid, Bautzen, Eisfeld bei Coburg, Kenzingen usw.) ist die hier beschriebene Patrizierfamilie seit dem 16. Jahrhundert (1531) in der Stadt Aschersleben nachweisbar und hat viele bedeutende Spuren hinterlassen. Mitglieder der Familie waren über Generationen Bürgermeister oder Amtsträger besagter Stadt und erbrachten auch andernorts Leistungen auf kulturellem Gebiet, etwa als Schriftsteller und Architekten. Ein Nachkomme der Familie ist Kai Pflaume.

## Bürgerliches Wappen
Auf einem Bildnis des Ascanius Pflaume (Bürgermeister, Lebensalter 58 Jahre) in der Porträtserie Ascherslebener Magistratsmitglieder von 1663 in der Kirche St.-Stephani sowie auf einem Glasfenster ebendort findet sich das in Quellen bildlich nicht näher dargestellte Pflaumische Wappen. Dieses Familienwappen führt einen Pflaumenbaum im Schild.

## Stammliste (Auszüge)
Verbindungen mit der Familie Müller (außer anderslautend alle Ereignisse in Aschersleben)
- Marcus Müller (* err. 1550, † 1621), Enkel von Marcus Müller dem Älteren, Ratsherr, Handelsmann und 1619 Reitherr; ⚭ 1575 Margaretha Troldenier, Tochter eines fürstl. anhaltischen Landrentmeisters zu Bernburg
  - Maria Müller (1582–1622); ⚭ 17. September 1604 Leonis Niethardt[5]
  - Magdalena Müller (1578–1644); ⚭ Johannes Pflaume (* 1541; † 1625) Bürgermeister (siehe unten)[6]
    - Ascanius Pflaume (* 11. August 1605; † 1669)

- Wilhelm Müller (1552–1613), Ratsherr und Bürgermeister in Aschersleben, dort sehr begütert; ⚭ vor 1586 zu Halle Barbara Hahn[7] (Allianzwappen Müller-Hahn, Hohe Straße Aschersleben)[8]
  - Heinrich Müller (um 1586–1664) braunschweigisch-lüneburgischer Oberamtmann, ⚭ (1) 1614 Margaretha Pfeiffer, ⚭ (2) Wolfenbüttel 1616 Hedwig Bodemeyer, ⚭ (3) Hannover 1634 Christina Gartz
    - Dorothea Hedwig Müller (* 13. Februar 1620 Wolfenbüttel ?; † 15. Juli 1652 Hannover); ⚭ (Hildesheim) 24. August 1641 Carl Stisser (* 17. August 1601 Neukirchen/Halle; † 1678 Hannover), Sohn des Kilian Stisser[9]
      - Statius Friedrich Stisser (* 1648 Hannover; † 21. Februar 1689) Stadtphysicus zu Aschersleben, verschwägert mit Susanna Pflaume (* 8. Mai 1654; † 17. Januar 1689) (siehe unten)

  - Clara Elisabeth Müller (1624–1652); ⚭ 1651 Johannes Schütze
  - Dorothea Catharina Müller (um 1637–1714); ⚭ 1657 Caspar Niethart, Reitherr zu Aschersleben
    - Clara Catharina Niethardt (1667–1739); ⚭ Johann Julius Schütze (1659–1696) Schultheiß und Brauherr
      - Susanna Dorothea Schütze (1689–1713); ⚭ 1709 Johann Jacob Stäcker (1680–1757)
        - Susanne Christiana Stäcker (1713–1794); ⚭ Gottfried Pflaume (1691–1771) (siehe unten)[10]

  - Johann Georg Müller (* 1632 Hannover; † 1684 Lebendorf), Pfarrer 1656 Belleben, 1682 Lebendorf; ⚭ 1658 Dorothea, Tochter des Ascherslebener Bürgermeisters Valentin Drosihn[8]
- (?) Maria Müller († ca. 1599); ⚭ vor 1575 Lazarus Pflaume[8]
- Elisabeth Müller (ca. 1562–1620); ⚭ 1583 Andreas Kuntze

Stammliste nach Joachim Pflaume († 1571), außer anderslautend alle Ereignisse in Aschersleben
- Hans Pflaume, Rat in Aschersleben, im Ratsherrenregister als »Plume« bezeichnet, versteuert nach dem Steuerregister 1531[11]
  - Joachim Pflaume († 1571) ⚭ 1541 Susanne Fricke († 11. April 1615)[12]
    - Johannes Pflaume (* 1541; † 12. April 1625) Stadtvogt, dann ca. 1605–1613 Bürgermeister; ⚭ Walpurgis Daneil, ⚭ Maria Sal. Belwe[13] (1565–1600), ⚭ 1601 Magdalena Müller (1578–1644)[14]
      - Gottfried Pflaume (* 13. September 1603)[11]
      - Ascanius Pflaume (* 11. August 1605; † 1669), ⚭ Rosina Konrad (* 1617 Harkerode; † 1684); war 1638 Stadtschreiber, 1646 Stadtvogt und regierender Bürgermeister von Aschersleben[15]
        - Gottfried Pflaume sen. (* 31. August 1638; † 1702) Bürgermeister[16] zu Aschersleben, ⚭ Marie Elisabeth Titius (1651–1707)[17]
          - Maria Dorothea (* 13. März 1676; † 28. Dezember 1698), ⚭ 12. Oktober 1697 Gottfried Bötticher/Böttcher (1656–1735) Schultheiß, Oberkämmerer und Brauherr
          - Christina Margarete (1684–1721); ⚭ I. 1703 Pastor Bartholomäus Stecklenburg (* 1669 Barbis/Osterode; † 1710 Alterode), ⚭ II. 8. Jan. 1715 Friedrich Gottlieb Heidberg (1689–1759) Advokat und Gerichtssekretär zu Aschersleben (dieser ⚭ III. 22. September 1722 Dorothea Elisabeth Schütze (12. Jan. 1707 – 17. Feb. 1733), Schwester von Johanna Auguste Schütze (* 1702 Aschersl.; † 1741 Eisleben, beerdigt Kirche Quenstedt), ⚭ kinderlos mit Friedrich Gottlieb Bauer, Pastor (* 1691 Sylda; † 1740 Quenstedt), Tochter des Gottfried Schütze (* 21. Jan. 1662 Aschersleben; † 18. Jan. 1730 als Bürgermeister ebd.) und der Johanna Rosina Knopf (* 1677; † 1739))[18]
          - Johannes Pflaume (1689–1723), Advokat, Sohn des Gottfried Pflaume sen.; ⚭ 1716 Christine Elisabeth Lindau (1692–1758)
            - Dorothea Pflaume (1723–1753), ⚭ Johannes Gottlieb Bauer, Oberbürgermeister Ascherslebens 1754–1768 während des Siebenjährigen Krieges[19]

          - Gottfried Pflaume jun. (1691–1771) ⚭ Susanne Christiana Stäcker (1713–1794); um 1731–1768 wohl Bürgermeister zu Aschersleben
            - Franz Christian Pflaume (* 27. Februar 1746; † 30. Juni 1833), Oberbürgermeister 1802–1831 (1808–1812 Maire des Stadtkantons Aschersleben). War an den Franckschen Stiftungen zu Halle;[20] ⚭ Sophie Christina Seyffert (1750–1811), 1804 als „Frau Oberbürgermeisterin“ erw.; 7 Kinder.
              - Johanne Christiane Sophie Pflaume (* 2. März 1773 Aschersleben; † Overbeck)[21]
              - Friedrich Gottfried Pflaume (* 21. September 1774; † 21. März 1841), Auditeur des 6. Kür.-Rgt 1801 und 1804, kann Dez. 1806 entkommen[22] nach Danzig, Regiments-Quartiermeister bis 1812, dann Kreiseinnehmer in Aschersleben (Königreich Westphalen), 1840 Kreiskassen-Rendant ebd.[23] bis 1841; ⚭ Henriette Bollmann, Tochter des Amtsrats Bollmann aus Dittfurt[24]
                - Albrecht Friedrich (* 13. Januar 1804)
                - Valentin Samuel Christoph Ernst August Karl (* 4. Juli 1802)[25][26]

              - Karl August Pflaume (* 25. August 1776; † 28. März 1816 Hundeluft)
              - Henriette Wilhelmine Pflaume (1778–1830) ⚭ 9. Oktober 1810 Aschersleben Dr. phil. Carl Christian Ernst Sachse (* 1779 Halberstadt; † 1825 Lüneburg), Althistoriker, Erster Professor und Inspektor[27] der Ritterakademie Lüneburg, drei Kinder 1812, 1813 und 1815[28]
              - Franz Siegmund Pflaume (* 30. April 1780; † 4. Juli 1859 Gohlis); ⚭ Sophie Gravenhorst (1795–1873)
                - Friederike Emilie Pflaume (* 1814 Bitterfeld; † 1899)

              - Charlotte Friederike (1782–1785)
              - Christian Rudolf (1785–1786)

        - Margaretha Pflaume (* 28. März 1642), Vater Ascan Pfl. (Stadtschreiber)
        - Johann Caspar Pflaume (* 20. September 1644; † 1689 Leipzig)
        - Magdalena Florent. Pflaume (* 3. November 1646), Vater Ascan Pfl. (Stadtvogt)[11]
        - Christina Rosina Pflaume (* 21. August 1651)
        - Susanna Pflaume (* 8. Mai 1654; † 17. Januar 1689), Vater Ascan Pfl. (Stadtvogt) ⚭ 12. Juli 1676 den verwitweten Johannes Knopff (* 13. März 1634 Altenbruch, † 7. April 1691 Aschersleben), Pastor zu Aschersleben ab 1666;[29] dieser III. ⚭ ebd. 1690 Anna Magdalena Malsius (* 22. April 1655 Magdeburg), Witwe des Statius Friedrich Stisser (* 1648 Hannover; † 21. Februar 1689), Stadtphysikus zu Aschersleben seit 1683 (Sohn des Kanzlei- und Hofsekretärs Carl Stisser (* 1601 Neukirchen/Halle; † 1678 Hannover) und Enkel des Kilian Stisser)

      - Margaretha Pflaume (* 26. Oktober 1607; † 19. Dezember 1644), Vater Johannes Pfl. (Bürgerm.); ⚭ 24. Juni 1632 Leonis Niethart, 1631, 1634 und 1637 regierender Bürgermeister (* 18. November 1580, † 23. August 1638, Sohn von Joachim Niethardt († 1581), Schulrektor und ab 1562 im Rat und später Bürgermeister in Aschersleben und der (⚭ II. 18. Jan.1580) Anna Laue aus der Ratsherrenfamilie Laue)[30][31]
      - Susanna Pflaume (* 4. September 1610), Vater Johannes Pfl. (Bürgermeister)
      - Magdalena Pflaume (* 27. Januar 1613), Vater Johannes Pfl. (Bürgermeister)

    - Asmus (Amos?) Pflaume (* ca. 1558; † November 1609); ⚭ Gertrud Waegener († 1607)[32]
      - Samuel Pflaume (* 1605; ⚔ 9. September 1643),[33] Krämer in Aschersleben;[34] ⚭ Elisabeth Biber († 1644)
        - Gertrud Pflaume (* August 1633; † Juni 1696) ⚭ Michael Kirsten († 1669), Vorfahr des Bürgermeisters Christian Kirsten (* 1692)
        - Maria Pflaume (* 8. Februar 1635) ⚭ 1657 Joachim Ramdohr (* 1587 Ermsleben; † 1667)

    - Elisabeth Pflaume (ca. 1563–1634); ⚭ (I.) 2. Juni 1583 Andreas Büstorff († ca. 1592), ⚭ (II.) 22. Januar 1593 mit Andreas Wolff[35] »Ire hochtzeitlichen Ehren Tage haben sie in der Braut Behausung am Marckte gehalten.«[11]
      - Susanne Büstorff (* 1584); ⚭ 26. Januar 1605 Michael Corthum (* 1584; † 4. April 1659, Landwirt und Kupferschmied in Aschersleben, Sohn des Cord Corthym/Kurtzumb)[36]
        - Andreas Corthum (* 6. November 1605; † 5. Oktober 1681) Archidiakonus[37] von St. Stephani und Gelehrter;[38] ⚭ 22. Januar 1639 Margarete Hauenschild (1621–1692), Tochter des Daniel Hauenschild (* 24. August 1589; † 6. Januar 1668[39])
          - Johann Andreas Corthum[40] (* 20. Juli 1654; † 24. Oktober 1712) Kunstmaler; ⚭ 24. Oktober 1676 Magdalene Hecht (1659–1704), Tochter des Ratsherren Burchard Hecht (* 23. Mai 1631; † 3. Januar 1672, Sohn des Lampert Hecht) und der Dorothea Mertens (1640–1671)[41]

      - Elisabeth Büstorff (1585–1631); ⚭ 6. November 1609 Bäckermeister Nicolaus Wolff (er ⚭ (I.) 11. Januar 1608 Anna Worch)

Weitere Namensträger (Filiation teils unsicher)
- Johann Friedrich Pflaume (1739–1790), wohl ein Neffe/Nachfahre des Gottfried Pflaume jun. (1691–1771), Regiments-Quartiermeister des 6. Kür.-Rgt; ⚭ Charlotte Sophie Worch (1747–1794)[42][43]
  - Christian Friedrich Gottfried Pflaume (* 26. August 1766 Aschersleben; † 25. Nov. 1830 ebd.) Pate: Bürgermeister Pflaume
    - (?) Christian Pflaume, Actuarius und Kanzlei-Inspektor (als Subscribent der „Chronik der Stadt Aschersleben“ (1835) des K. von Zittwitz, Seite VII, erwähnt, ebenso wie 1808 als Aktuar.[44]) Um 1839 Kanzlist in Aschersleben und Aktuar des Landgräfl. Hessen-Homburgschen Patrimonial-Gerichts zu Winningen unter dem zu Aschersleben ansässigen Oberlandesgerichts-Assessor Eduard Friedrich Adolph Ribbentrop (* 1815 Flensburg; † Berlin)[45][46]

  - Johanna Christina Amalia Pflaume (* Mai 1768), bei ihrer Taufe am 22. Mai als Tochter des Regiments-Quartiermeisters Friedrich Pflaume aufgeführt, Taufpatin: die Frau Bürgermeister Pflaume[47]
  - Carl August Pflaume (* 24. Januar 1771 Aschersleben)
  - Maria Christina Sophia Pflaume (* 2. August 1772 Aschersleben), Taufpatin: die Eheliebste d. Herrn Advocat Pflaume (es ist wohl Sophie Christina Seyffert gemeint);[47] ⚭ 6. August 1799 in Aschersleben, mit Pastor Johann Gottlob Erdmann (1766 Wittenberg–1826 Hecklingen, Sohn des Theologen Johann Christoph Erdmann)[48]
    - Karl Ferdinand Erdmann (* 1803 Königerode; † 19. Juni 1855 Leipzig) Chemiker
      - Konrad Felix Erdmann (1840–1884), Direktor der Duisburger Maschinenbau Fabrik A.G.

  - Franz Siegismund Pflaume (* 8. Oktober 1773 Aschersleben; † 21. Oktober 1854 ebenda)[47]
    - Ludwig Wilhelm Daniel Pflaume (* 1787 Aschersleben; † 1863)[49] Ratmann und Particulier, wohnte Haus 435 (Zippelmarkt 9);[50] ⚭ 1827 Dorothea Charlotte Christiane Stüneckel (* 1794 in Höxter; † 1857 Aschersleben)[51]
      - Wilhelmine Therese Pflaume (* ca. 1825 Aschersleben; † 1850 in Rheinsberg); ⚭ N.N. Brauns
        - Clara Brauns

      - Luise Mathilde Pflaume (* 10. September 1828 Aschersleben; † 5. August 1913 in Rheinsberg); ⚭ N.N. Brauns, 7 Kinder
      -  ? Henry (Heinrich) Pflaume (* 21. März 1832 Aschersleben; † 15. Januar 1897 USA)
      - Mathilde Amalie Beate Pflaume (* 24. August 1838 Aschersleben; † 15. Februar 1909); ⚭ N.N. Rinck, 6 Kinder
      - Karl Ludwig Wilhelm Pflaume (* 1817 Aschersleben; † 1879), Schriftsteller, Revolutionär 1848, dann Farmer in Manitowoc, Wisconsin USA, der um 1865 nach Aschersleben zurückgekehrt war; ⚭ Amalie Hornung[52]
        - Hermann Eberhard Pflaume (* 6. März 1869 Aschersleben; † 11. Dezember 1921 in Köln), sein Urenkel ist der TV-Moderator Kai Pflaume[53]
          - (?) Eberhard Pflaume, Genealoge, Verfasser der Stammtafel der Familie Pflaume aus Aschersleben (1978), verfügbar im Staatsarchiv Leipzig, um 1980 Ausarbeitung „Die Familie Bemberg vom Bemberghof“[54]

      - Hermann Otto Pflaume, Architekt (1830–1901), Bruder des Karl Pflaume

  - (?) Johann Friedrich Pflaume (* um 1780), erwähnt 1822 als Justizamtmann in Meisdorf (nahe Aschersleben)[55]